# Aermacchi Chimera-serie
De Aermacchi Chimera-serie was een kleine serie motorfietsen die door het Italiaanse merk Aermacchi tussen 1956 en 1965 werd geproduceerd.

## Voorgeschiedenis
Toen de vliegtuigfabriek Aeronautica Macchi na de Tweede Wereldoorlog minder vliegtuigen mocht maken, zocht men ander emplooi voor het personeel in lichte transportvoertuigen ("triporteurs") en scooters. Men had rond 1953 al een prototype van een 350 cc motorfiets met veel plaatwerk gemaakt, dat echter niet in productie kwam. Een tweede model, de Aermacchi Corsaro 150, met een tweetaktmotortje, werd slechts één jaar (1955) geproduceerd.

## Aermacchi Chimera 175

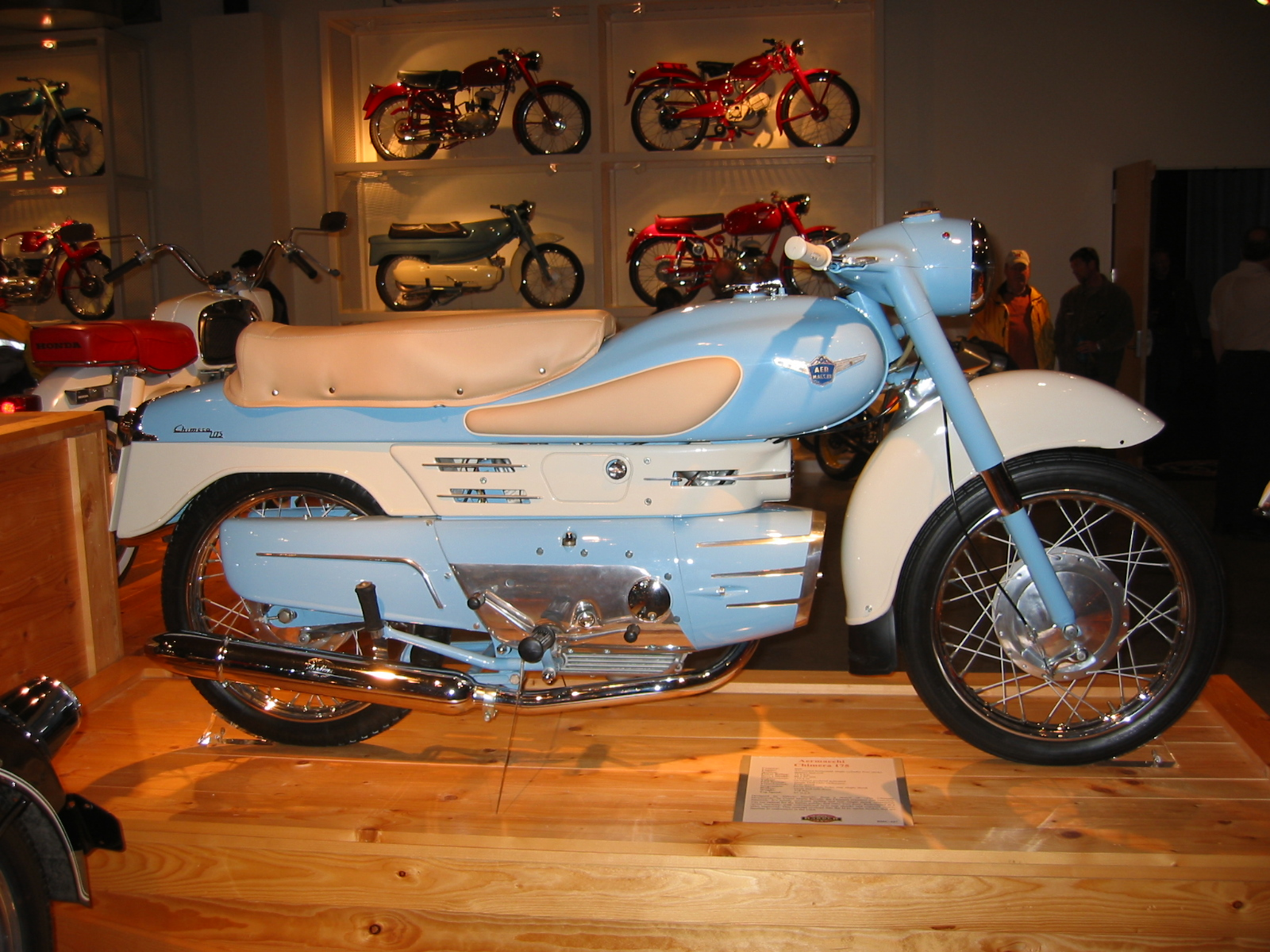
Chimera 175

In december 1956, op de motorbeurs in Milaan, verscheen een door Alfredo Bianchi ontwikkelde 175 cc eencilinder viertaktmotor, die de naam "Chimera" ("droom") kreeg. Ook dit model was van zeer veel plaatwerk voorzien en bepaald futuristisch van uiterlijk. Het uiterlijk was geïnspireerd op een tekening die auto-ontwerper Graaf Mario Revelli di Beaumont ooit had gemaakt om tot de "ideale motorfiets" te komen. De pers was lovend over het ontwerp, maar de kopers vonden het verre van ideaal: tot 1961 werden er slechts 119 exemplaren verkocht.

## Aermacchi Chimera 250

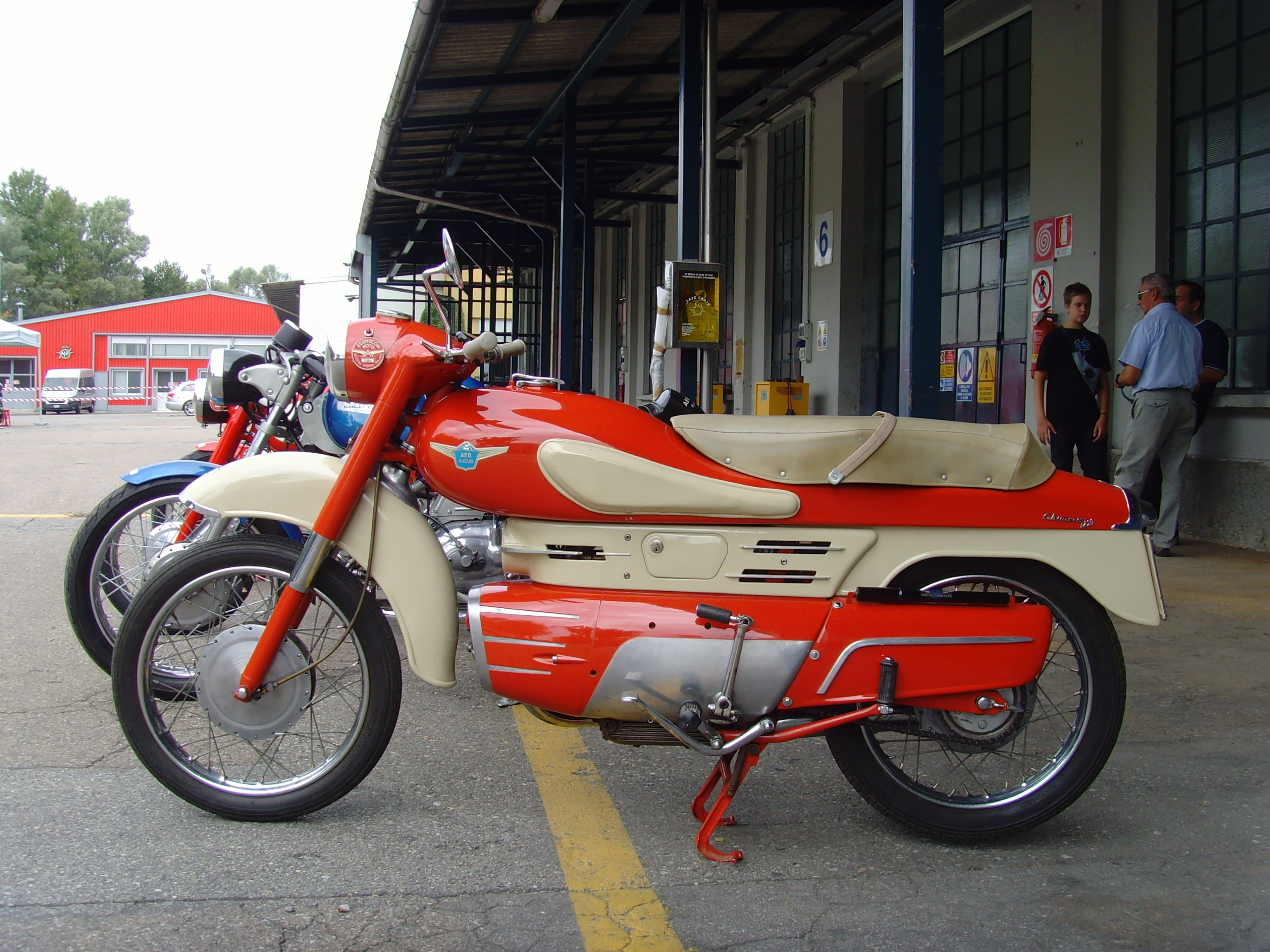
Chimera 250

Aermacchi greep al snel in door nog in 1957 een 250 cc versie uit te brengen. Ook dit werd geen succes, hoewel deze Chimera 250 tot 1965 in productie bleef. Men besloot echter meteen een aantal "kale" motorfietsen uit te brengen: de sportieve Aermacchi Ala Rossa 175 (rode vleugel), de meer toeristische Ala Bianca 175 (witte vleugel) en de Ala Azzurra 250 (lichtblauwe vleugel).

## Techniek
Onder het geperste aluminium plaatwerk zat een tamelijk eenvoudige constructie met een ruggengraatframe waarin een eencilinder viertaktmotor met door stoterstangen bediende kopkleppen zat. Zoals bij Aermacchi gebruikelijk lag de cilinder bijna plat (165°). Aan het linker uiteinde van de krukas zat een meervoudige natte platenkoppeling. De versnellingsbak werd door tandwielen aangedreven en geschakeld met een hak-teen schakeling aan de rechterkant van de motor. De Chimera had een normale swingarm achter, maar met een zeer vooruitstrevende vorm van monovering, die onder het plaatwerk verborgen was. Aan de voorkant was een Upside Down-voorvork toegepast.
Als vliegtuigbouwer was men bij Aermacchi wel gewend veel met aluminium te werken en dat was bij de Chimera ook gebeurd. zowel het motor- als het versnellingsbakcarter waren van aluminium gemaakt, en ook de cilinder en de cilinderkop. De dragende elementen zoals het frame, de voor- en achtervork en het achterframe waren van plaatstaal gemaakt.

## Bijzonderheden
- Behalve de monovering en de Upside-Down voorvork was ook het gebruik van inbusbouten bij de gehele machine modern en zeker nog niet gebruikelijk.
- De benzinetank en het achterste deel van het plaatwerk waarop het duozadel rustte bestond uit één deel dat met slechts 2 bouten aan het frame was bevestigd. Dat betekende dat die twee bouten het zadel met eventueel twee personen en de tank met 22 liter benzine (wat voor die tijd ook al erg veel was) op hun plaats moesten houden. Men maakte zich daar kennelijk toch wel zorgen over, want het advies van de fabriek was niet meer dan 15 liter te tanken "om vibraties te voorkomen".
- De Dell'Orto carburateur had een chokebediening op de carburateur zelf en niet aan het stuur. Door het overmatige plaatwerk was die carburateur echter moeilijk - tijdens het rijden helemaal niet - bereikbaar. Daarom verwijderden veel gebruikers het klepje in het plaatwerk aan de linker kant. Omdat dit vervolgens vaak verloren ging, worden Aermacchi Chimera's nogal eens aangeboden zonder dit klepje.

### Technische gegevens
| Aermacchi              | Chimera 175                       | Chimera 250                       |
| ---------------------- | --------------------------------- | --------------------------------- |
| Periode                | 1956-1961                         | 1957-1965                         |
| Categorie              | toermotorfiets                    | toermotorfiets                    |
| Motortype              | viertakt OHV                      | viertakt OHV                      |
| Bouwwijze              | liggende (165°) eencilinder       | liggende (165°) eencilinder       |
| boring                 | 60 mm                             | 66 mm                             |
| slag                   | 61 mm                             | 72 mm                             |
| Cilinderinhoud         | 172,5 cc                          | 246,3 cc                          |
| Smeersysteem           | wet sump systeem                  | wet sump systeem                  |
| Compressieverhouding   | 7:1                               | 7:1                               |
| Max. Vermogen          | 7,7 kW/10,5 pk bij 6.500 tpm      | 10 kW/13,6 pk bij 6.500 tpm       |
| Topsnelheid            | 110 km/h                          | 120 km/h                          |
| Primaire aandrijving   | tandwielen                        | tandwielen                        |
| koppeling              | meervoudige natte platenkoppeling | meervoudige natte platenkoppeling |
| versnellingen          | 4                                 | 4                                 |
| Secundaire aandrijving | ketting                           | ketting                           |
| Rijwielgedeelte        | ruggengraatframe (plaatframe)     | ruggengraatframe (plaatframe)     |
| Voorvork               | Upside Down-voorvork              | Upside Down-voorvork              |
| Achtervork             | swingarm                          | swingarm                          |
| Remmen                 | trommelremmen                     | trommelremmen                     |
| Tankinhoud             | 22 liter                          | 22 liter                          |
| Droog gewicht          | 122 kg                            | 125 kg                            |